# Franz Christian Boll
Franz Boll (26 de Fevereiro de 1849, Neubrandenburg - 19 de dezembro de 1879) foi um fisiologista alemão e histologist. Ele era o filho de teólogo luterano Franz Boll (1805-1875).
Boll estudou medicina em Bonn, Heidelberg e Berlim, e em 1870 trabalhou no Instituto de Fisiologia de Emil du Bois-Reymond (1818-1896) em Berlim. Mais tarde tornou-se professor na Universidade de Gênova, e 1873-1879 foi professor de fisiologia em Roma. Ele morreu em Roma em 19 de dezembro de 1879 com a idade de 30.
Boll é lembrado para a descoberta de rodopsina, quando notou que o pigmento sensível à luz nas varas da retina tinha uma tendência a desaparecer na presença de iluminação. Ele publicou suas descobertas em um artigo intitulado Sull'anatomia e fistologia della retina. Em 12 de novembro 1876, ele relatou sua descoberta para a Academia de Berlim.
O seu nome está associado com as células Boll epônimas "", sendo descrita como células basais localizadas na glândula lacrimal. Como um estudante de Max Schultze (1825-1874) em Bonn, ele foi o autor de um tratado histológica significativa na polpa dental chamado über die Untersuchungen Zahnpulpa.